# Kenner (Louisiana)
Kenner è una città degli Stati Uniti d'America, nella parrocchia civile di Jefferson, nello Stato della Louisiana.
È un sobborgo di New Orleans sul quale, tra l'altro, si trova il suo aeroporto internazionale, il Louis Armstrong New Orleans International Airport.